# Nahr Ibrahim

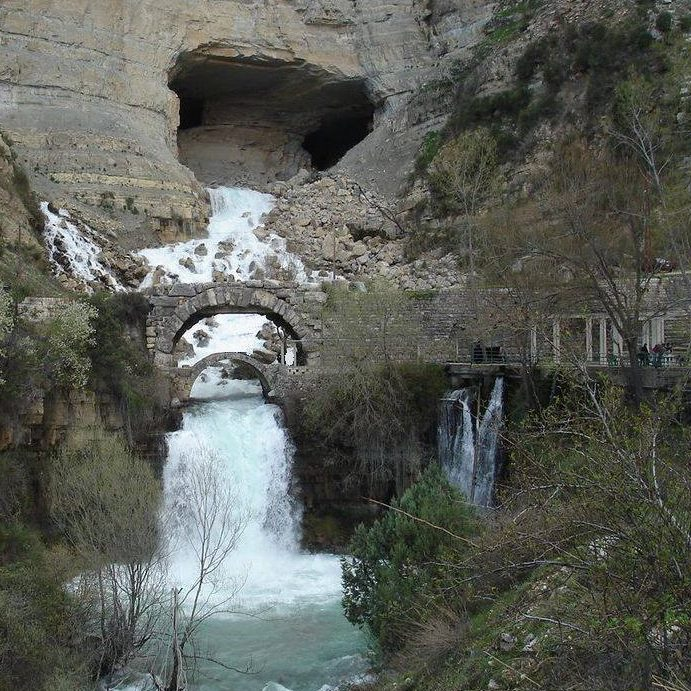
De Afqagrot, de bron van de rivier, in de winter

De Nahr Ibrahim (Abrahamrivier) is een 30 km lange rivier in Libanon die in de Oudheid bekend was als de Adonis. De rivier ontspringt in het Libanongebergte in een grot bij het dorp Afqa en mondt uit in de Middellandse Zee ten zuiden van Byblos.
In de Oudheid werd de rivier gebruikt voor het transport van cederhout uit het Libanongebergte naar de kust, van waaruit het onder andere naar Egypte werd verscheept. Langsheen de rivier werden verschillende heiligdommen gebouwd. De rivier werd dan ook geassocieerd met de cultus van de god Adonis. Elke lente kleurt de rivier rood door de smeltende sneeuw die ijzerhoudende aarde meevoert naar de grot waar de rivier ontspringt.